# Polnische Botschaft in Bern

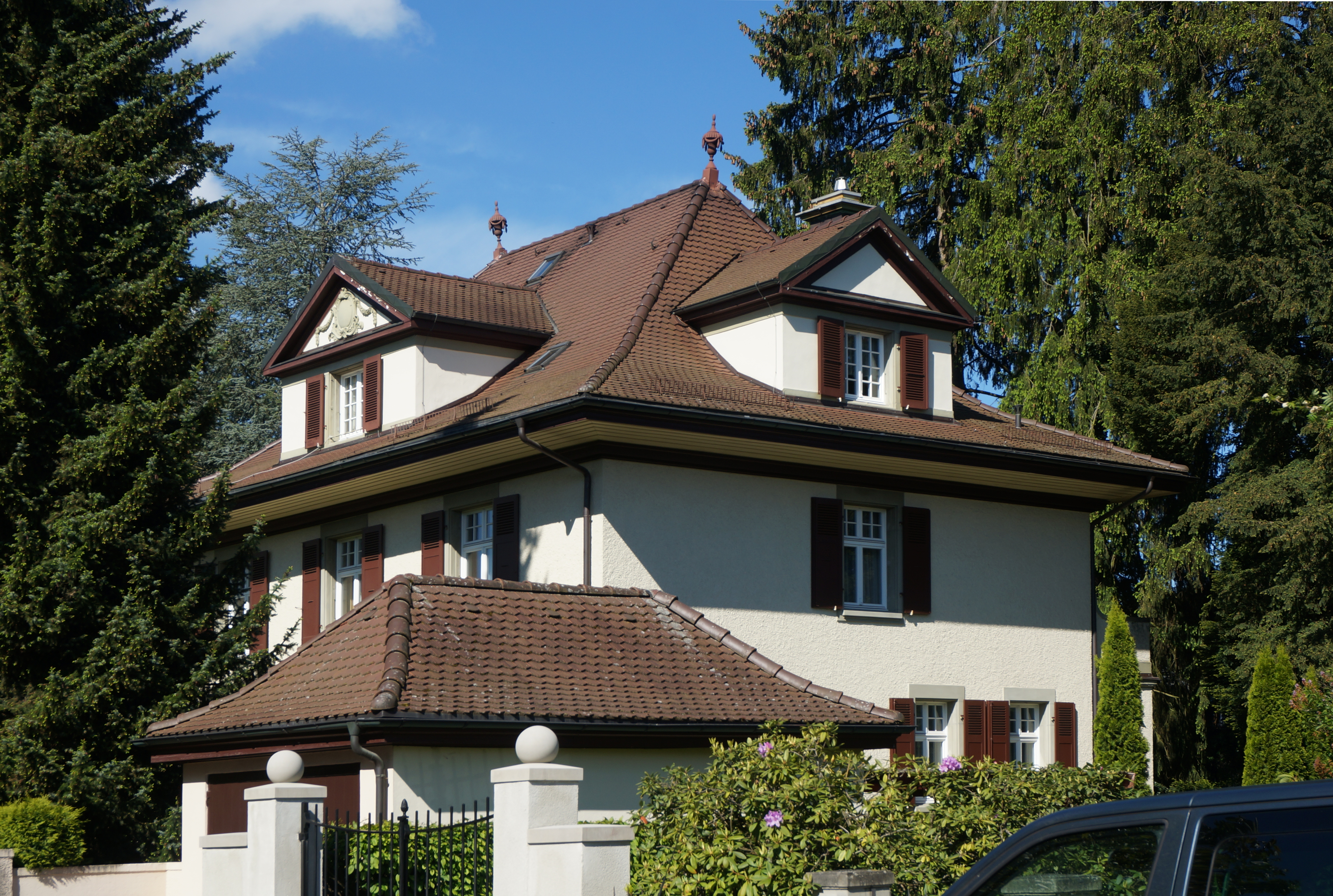
Polnische Botschaft in Bern (2014)

Die Botschaft der Republik Polen bei der Schweizer Eidgenossenschaft in Bern (polnisch Ambasada Rzeczypospolitej Polskiej w Konfederacji Szwajcarskiej z siedzibą w Bernie) ist die diplomatische Vertretung der Republik Polen in der Schweiz. Das Botschaftsgebäude und die Residenz der Botschafterin befinden sich in der Elfenstrasse im Berner Stadtteil Kirchenfeld-Schosshalde. 

## Geschichte
Die Besetzung der polnischen Botschaft in Bern 1982 war eine politisch und finanziell motivierte Tat von vier Exilpolen. Sie besetzten am 6. September 1982 die Botschaft der Volksrepublik Polen und nahmen mehrere Botschaftsmitarbeiter als Geiseln. Die Geiselnahme wurde drei Tage später von der Sondereinheit «Stern» der Stadtpolizei Bern unblutig beendet.

## Konsulareinrichtungen Polens in der Schweiz
- Konsularabteilung der Botschaft der Republik Polen in Bern, Elfenstrasse 20a
- Honorarkonsulat der Republik Polen in Basel
- Honorarkonsulat der Republik Polen in Lugano

## Botschaftsgebäude in Bern

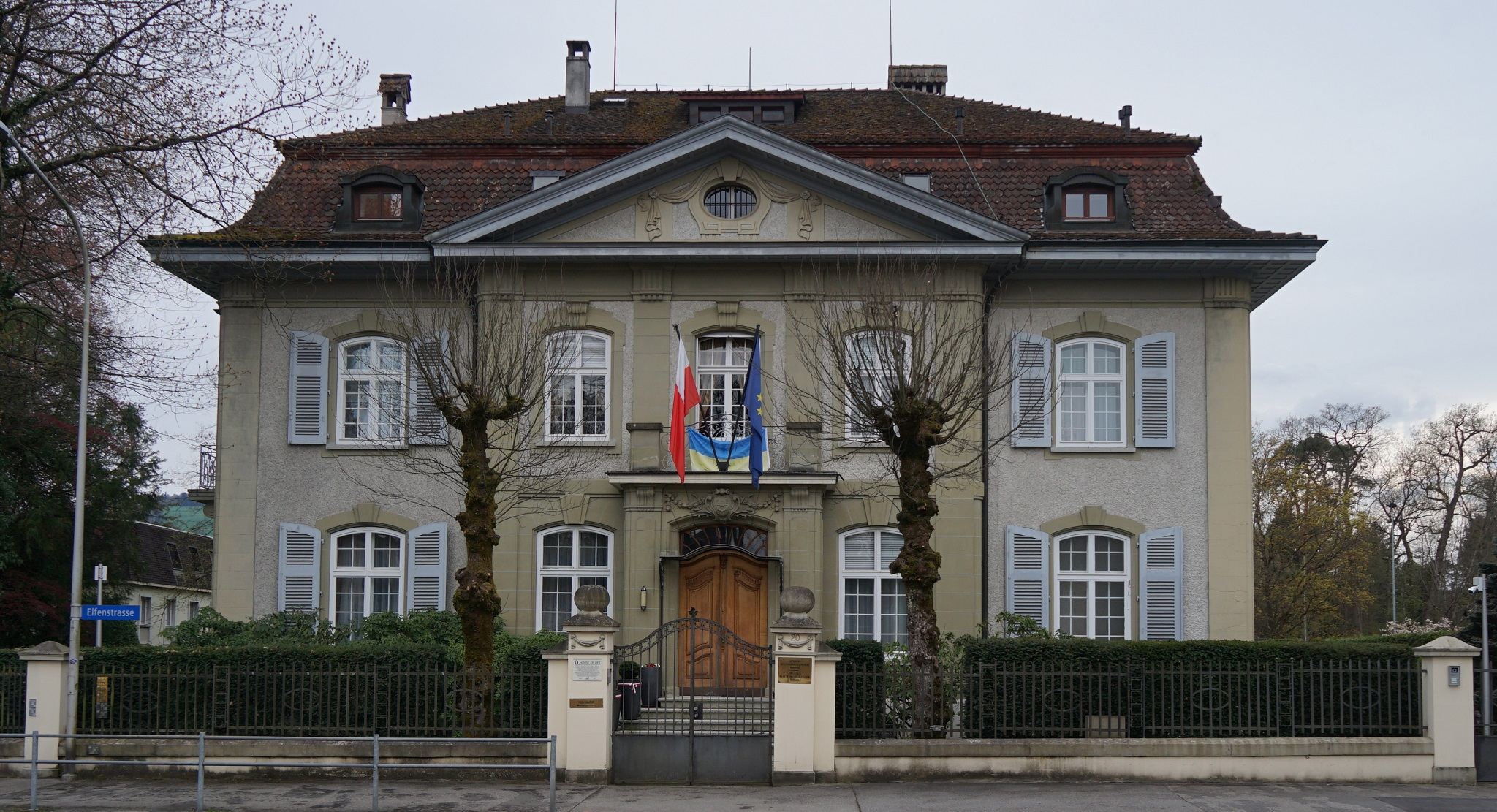
Residenz des Botschafters (2023)

Sitz der Botschaft ist eine Villa in der Elfenstrasse 9 im Quartier Elfenau/Brunnadern südlich der Altstadt der Schweizer Hauptstadt.
Residenz des Botschafters ist eine Villa in der Elfenstrasse 20. Sie wurde 1907 vom Architekten Albert Gerster für F. Fellenberg entworfen. Im Jahr 1928 wurde das Anwesen von der Republik Polen erworben. Das Gebäude gilt als «schützenswert», der Aussenraum ist «von denkmalpflegerischem Interesse».

## Fussnoten
1. ↑  Parzellen-Numer 1009.

Koordinaten: 46° 56′ 23,7″ N, 7° 27′ 40,9″ O; CH1903: 601730 / 198759